# Marco Sportiello
Marco Sportiello (Desio, Lombardía, 10 de mayo de 1992) es un futbolista italiano que juega como portero para el Atalanta B. C. de la Serie A de Italia.

## Carrera
Nacido en Desio, Sportiello terminó su graduación con la cantera del Atalanta, y posteriormente se trasladó a Seregno, en un acuerdo de copropiedad. Una temporada más tarde, Atalanta compró la mitad restante de sus derechos de vuelta Gratis.
El 20 de junio de 2011 Sportiello se unió a Poggibonsi, otra vez en una copropiedad. un año más tarde sus derechos plenamente fueron asignados a La Dea. el 14 de julio de 2012 se trasladó a Carpi en una transacción de préstamo durante toda la temporada. después de un arranque normal durante la campaña de promoción a la Serie B, Sportiello volvió a Atalanta, siendo la tercera opción (detrás de Andrea Consigli y Giorgio Frezzolini).
El 4 de diciembre de 2013 Sportiello hizo su debut en Atalanta, a partir de una victoria 2-0 sobre Sassuolo, para Coppa Italia de la temporada; su debut en Serie A se produjo el 12 de enero del año siguiente, a partir de una victoria en casa 2-1 contra Catania.

## Clubes

### Carrera juvenil
| Club           | País   | Año  |
| -------------- | ------ | ---- |
| Atalanta B. C. | Italia | 2010 |

### Carrera profesional
| Club                      | País   | Año       | Partidos | Goles |
| ------------------------- | ------ | --------- | -------- | ----- |
| Seregno                   | Italia | 2010-2011 | 28       | 0     |
| U. S. D. Poggibonsi       | Italia | 2011-2012 | 34       | 0     |
| Atalanta B. C.            | Italia | 2012-2017 | 4        | 0     |
| Carpi F. C. 1909→(cesión) | Italia | 2012-2013 | 30       | 0     |
| ACF Fiorentina→(cesión)   | Italia | 2017-2018 | 39       | 0     |
| Frosinone Calcio→(cesión) | Italia | 2018-2019 | 35       | 0     |
| Atalanta B. C.            | Italia | 2019-2023 | 31       | 0     |
| A. C. Milan               | Italia | 2023-2025 | 12       | 0     |
| Atalanta B. C.            | Italia | 2025-     |          |       |

## Palmarés

### Títulos nacionales
| Título              | Club        | País   | Año  |
| ------------------- | ----------- | ------ | ---- |
| Supercopa de Italia | A. C. Milan | Italia | 2024 |